# Drmek
Drmek (Vitex) je rod rostlin z čeledi hluchavkovité. Jsou to dřeviny se vstřícnými, dlanitě složenými listy a pyskatými květy ve vrcholových nebo úžlabních květenstvích. Plodem je peckovice.
Rod zahrnuje asi 210 druhů a je rozšířen v tropech a subtropech celého světa s přesahy do mírného pásu. V Evropě roste jediný druh, středomořský drmek obecný.
Drmky poskytují kvalitní dřevo a jedlé plody, mají význam v medicíně a jsou v tropech a subtropech vysazovány jako okrasné a stínící dřeviny.

## Popis
Drmky jsou opadavé nebo stálezelené keře a stromy. Některé jihoamerické druhy dorůstají výšky až 40 metrů a převyšují tak korunní patro okolního pralesa. Listy jsou vstřícné nebo případně přeslenité, dlanitě složené ze 3 až 8 lístků nebo výjimečně jednolisté. Jednotlivé lístky jsou řapíčkaté, celokrajné nebo se zubatým, pilovitým nebo vykrajovaným okrajem. Květy jsou dvoustranně souměrné, uspořádané v úžlabních nebo vrcholových vrcholících, thyrsech nebo latách.
Kalich je zvonkovitý, trubkovitý nebo nálevkovitý, pravidelný až lehce dvoupyský, na konci zpravidla uťatý nebo mělce troj až pětizubý.
Koruna je modrá, bílá, žlutá nebo purpurová, dvoupyská, s rovnou nebo prohnutou korunní trubkou. Spodní pysk je zakončen třemi laloky, z nichž prostřední je výrazně prodloužený, horní pysk je obvykle dvoulaločný. Tyčinky jsou čtyři, dvě kratší a dvě delší, a většinou vyčnívají z květů. Semeník je srostlý ze 2 plodolistů a obsahuje buď 2, nebo 4 komůrky, v nichž je po 2 nebo po 1 vajíčku, a nese nitkovitou čnělku zakončenou dvouklanou bliznou. Plodem je kulovitá nebo vejcovitá peckovice podepřená vytrvalým kalichem. Plod obvykle obsahuje 4 komůrky, v nichž je po 1 semenu, občas jsou ale některé komůrky redukovány. Oplodí (mezokarp) je dužnaté, pecka tvrdá.

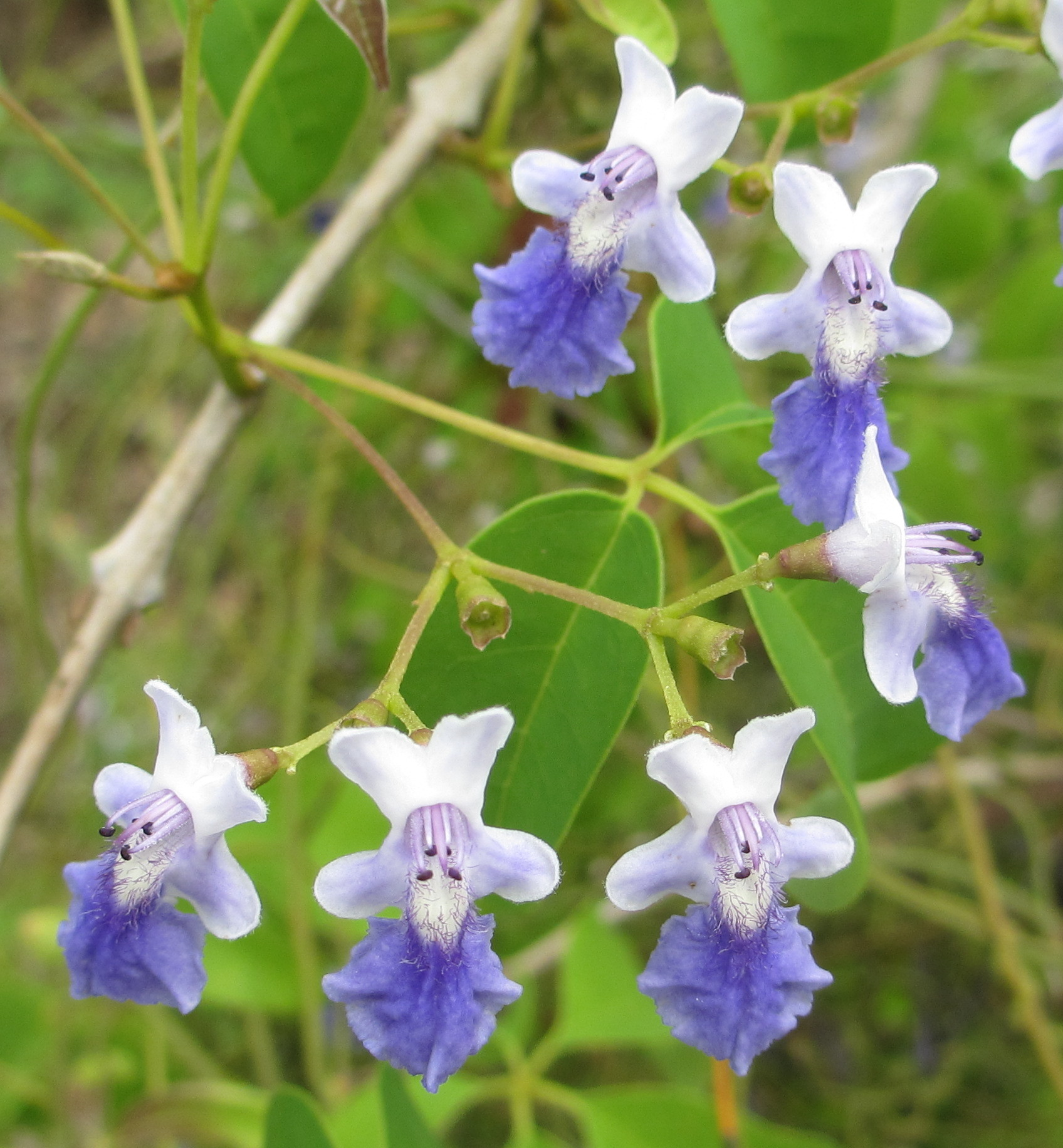
Úžlabní květenství Vitex buchananii
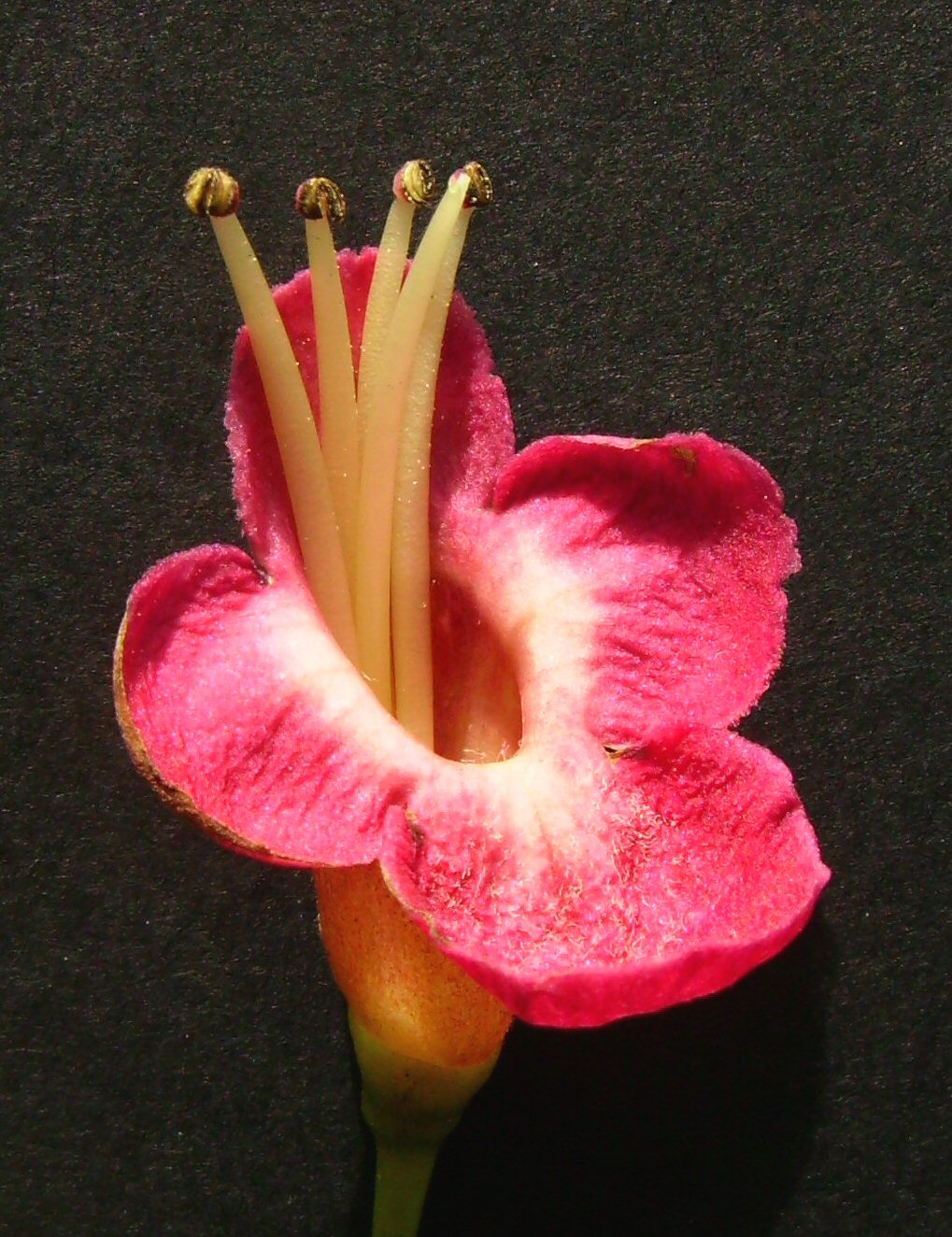
Detail květu Vitex lucens
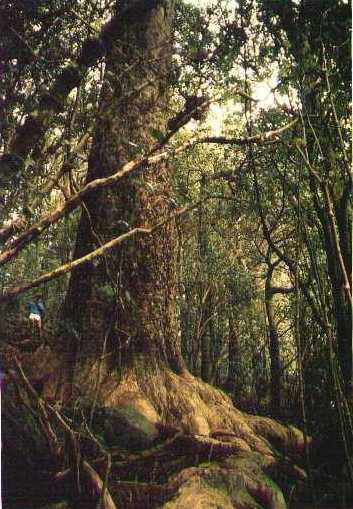
Obří kmen Vitex lucens
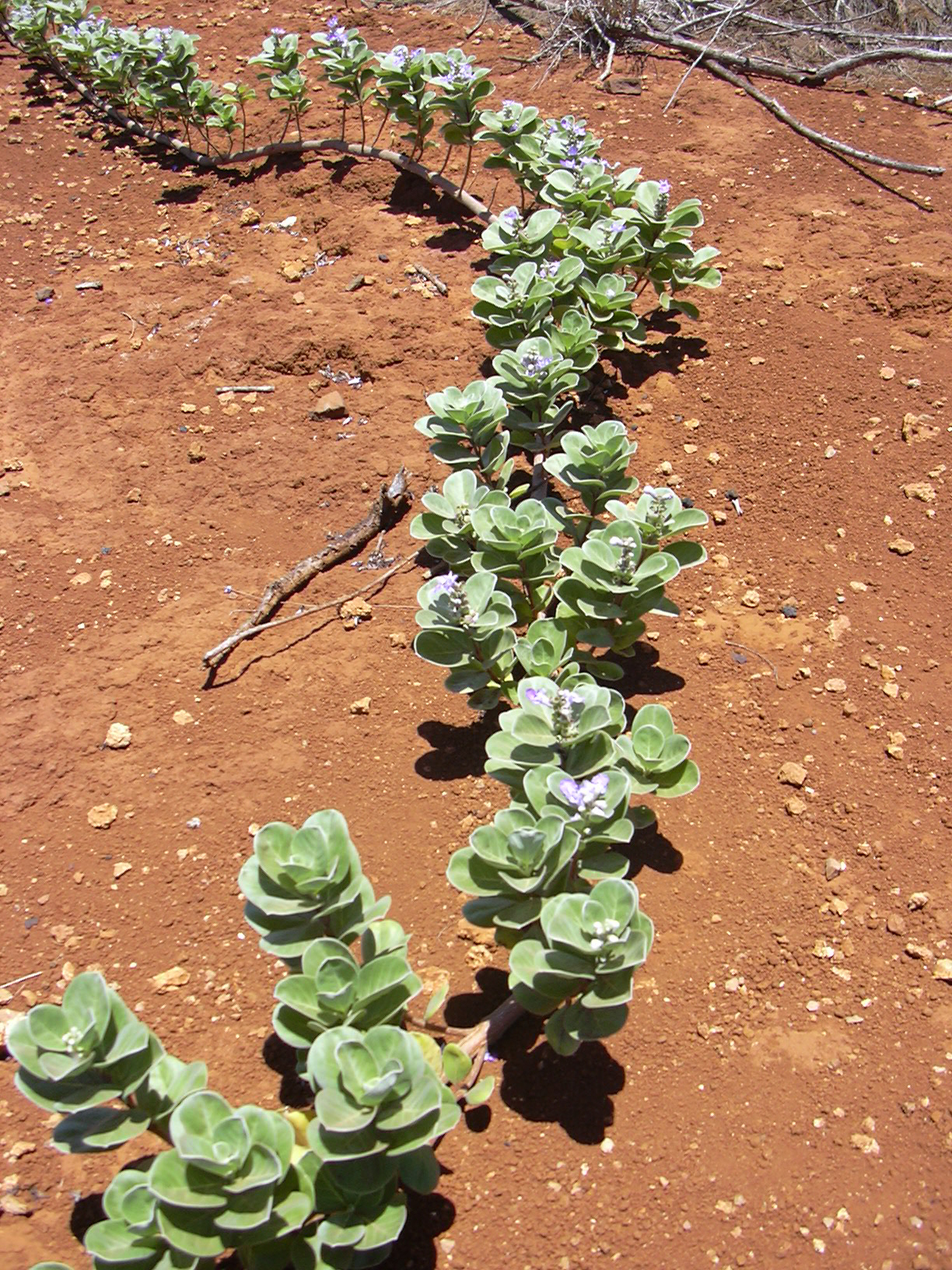
Porost drmku okrouhlolistého

## Rozšíření
Rod drmek zahrnuje celosvětově asi 210 druhů. Je rozšířen v tropech a subtropech celého světa s nečetnými přesahy do teplých oblastí mírného pásu Evropy a Asie. V Americe sahá areál rozšíření od Mexika po severovýchodní Argentinu a zahrnuje i Karibské ostrovy. Rod je zastoupen prakticky v celé Africe včetně saharských zemí a Madagaskaru.
V Evropě roste přirozeně jediný druh, drmek obecný, jehož areál sahá od Španělska přes celé Středomoří včetně ostrovů a severní Afriky až po Pákistán. Ve Středomoří je to běžný druh břehů řek a mořského pobřeží. Do střední Evropy tento druh nezasahuje.
Z Ameriky je uváděno asi 85 druhů.
Jsou hojné zejména v sezónně suchých lesích.
Některé druhy jsou charakteristické rostliny písečných dun. Drmky rostou také při okrajích mangrovových lagun a písčitých bažin. Vyskytují se i v horských mlžných lesích. Druh Vitex cymosa je dominantní rostlinou periodicky zaplavovaných lesů v Amazonii.
Z Austrálie je uváděno 7 až 8 druhů, z toho 5 endemických.
Ve Starém světě má rozsáhlý areál drmek trojlistý, rozšířený od východní Afriky přes Asii až po Austrálii a Tichomořské ostrovy.

## Ekologické interakce
Květy obsahují hojný nektar a přitahují množství různého hmyzu. Některé druhy patří mezi významné nektarodárné rostliny.
Drmky jsou živnými rostlinami housenek řady druhů denních i nočních motýlů.
V tropické Americe na nich žijí housenky otakárků rodu Protesilaus (P. helios, P. protesilaus, P. stenodesmus), lišaje Manduca florestan a baboček rodu Adelpha, v Asii babočky Acraea violae a lišajů Acherontia lachesis, Acherontia styx, Psilogramma menephron a Psilogramma jordana. V Asii na nich také žijí pohledné housenky můry Parasa lepida z čeledi slimákovcovití.

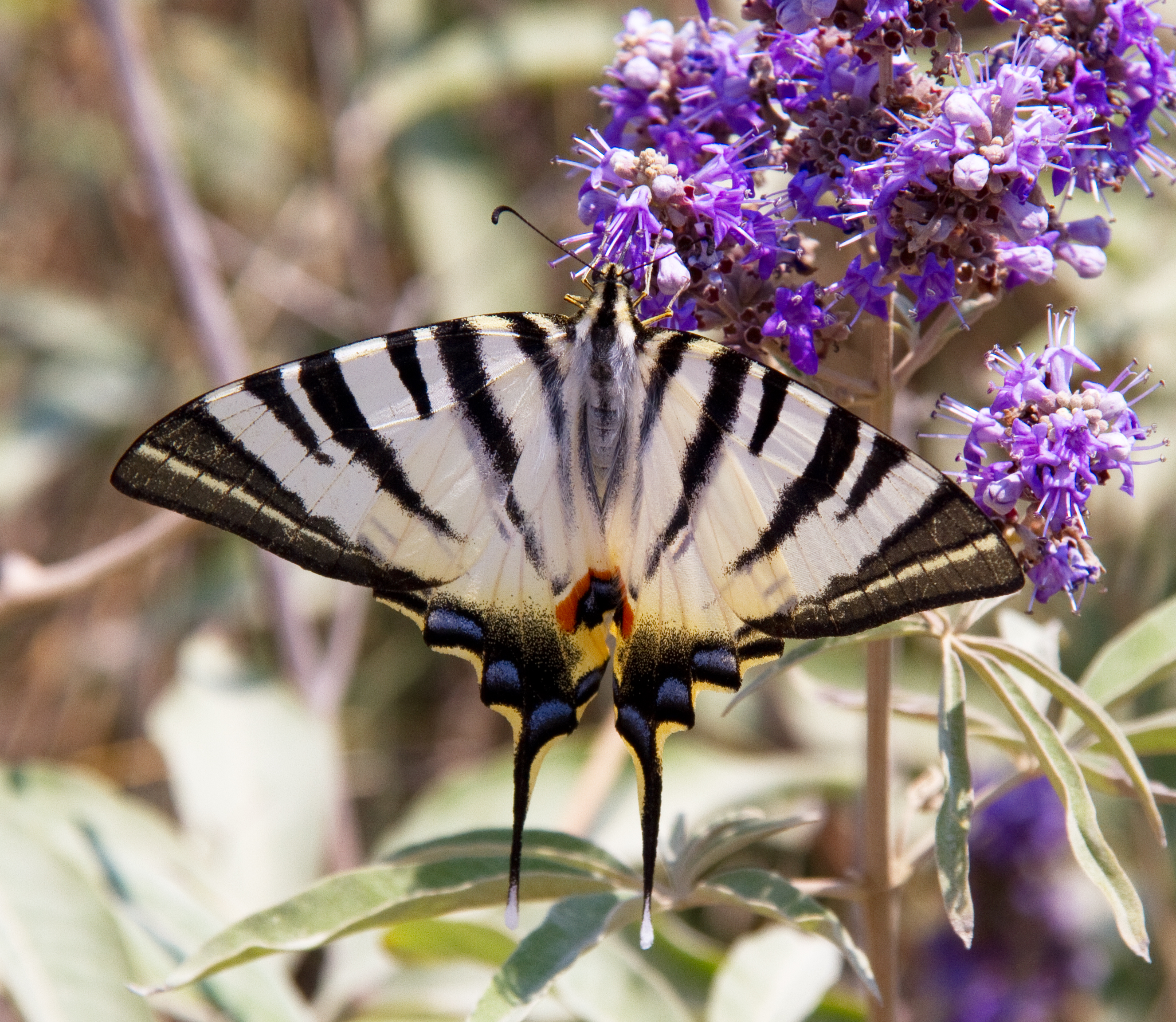
Otakárek na květech drmku obecného
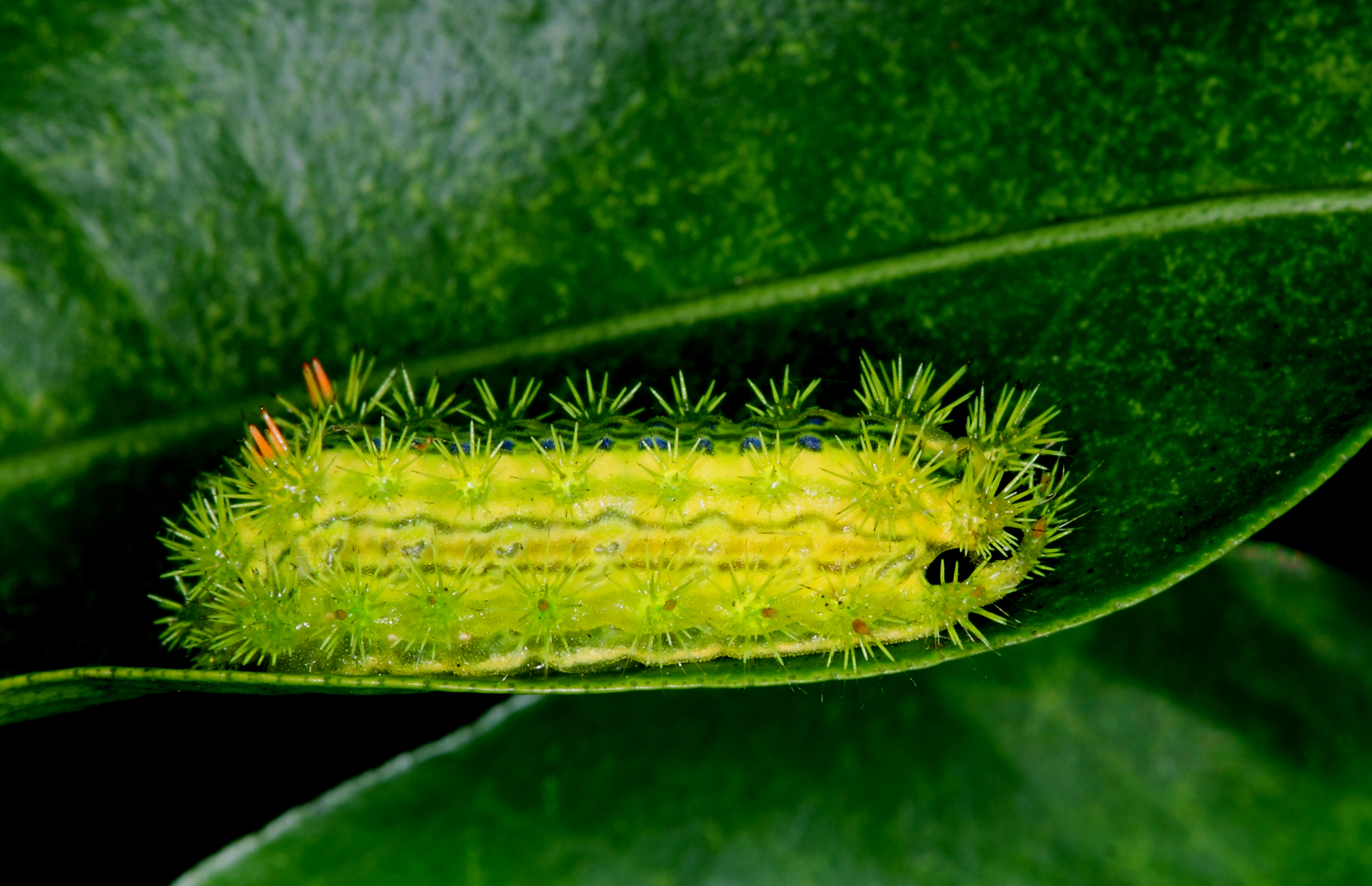
Housenka můry Parasa lepida
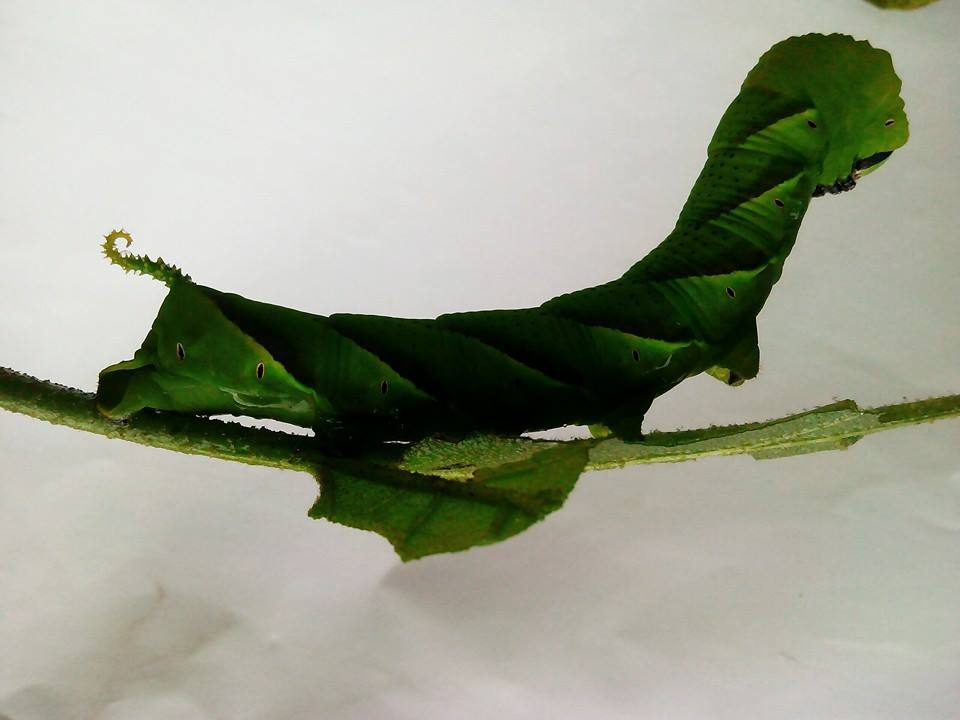
Housenka lišaje Acherontia lachesis

## Jedovatost
Drmky jsou vesměs nejedovaté rostliny.
Případné vedlejší účinky užívání drmku obecného bývají mírné a dočasné. Nejčastěji zahrnují nechutenství, lehké střevní potíže, únavu, menstruační nerovnováhu, sucho v ústech, akné, svědění a vyrážku.

## Taxonomie
Rod Vitex je v rámci čeledi Lamiaceae řazen spolu s dalšími 6 rody (Cornutia, Gmelina, Petitia, Premna, Pseudocarpidium, Teijsmanniodendron) do podčeledi Viticoideae. V minulosti byl součástí čeledi Verbenaceae (sporýšovité), která však byla na základě výsledků fylogenetických studií shledána parafyletickou a část rodů byla přeřazena do čeledi Lamiaceae.

## Zástupci
- drmek čínský (Vitex negundo)
- drmek Gaumerův (Vitex gaumeri)
- drmek obecný (Vitex agnus-castus)
- drmek okrouhlolistý (Vitex rotundifolia, syn. V. trifolia subsp. littoralis)
- drmek trojlistý (Vitex trifolia)[11][12][13]

## Význam
Dužnina plodů některých druhů je jedlá. Lokální význam mají zejména plody jihoamerických druhů Vitex triflora, Vitex gigantea a Vitex cymosa. V subsaharské Africe jsou populární plody Vitex payos a Vitex pooara, které jsou také prodávány na lokálních trzích.
Dřevo Vitex cofassus je na Nové Guineji těženo pod názvem New Guinea teak. Používá se zejména na obklady a podlahy. Ceněné je také dřevo jihoamerického druhu Vitex gigantea a asijského Vitex pinnata. Vitex keniensis náleží ve východní Keni mezi nejvýznamnější druhy těžené pro dřevo. Lokální význam má i dřevo četných dalších afrických, asijských i amerických druhů.
Drmky jsou využívány v domorodé a místní medicíně k léčení celé řady neduhů. V indické tradiční medicíně je využíván zejména drmek čínský, drmek obecný, drmek trojlistý a druhy Vitex altissima, Vitex peduncularis a Vitex pinnata. V africké domorodé medicíně se používá např. Vitex doniana, Vitex grandifolia, Vitex micrantha a Vitex mombassae.
Plody drmku obecného byly tradičně používány k léčení různých ženských nemocí a potíží, jako jsou poruchy menstruace, premenstruační dysforická porucha, neplodnost, hyperprolaktinémie, menopauza, poruchy laktace, akné a jiné. Pro některé z těchto účinků je součástí různých bylinných směsí, které jsou používány i v klinické praxi. Listy drmku čínského slouží jako tonikum a proti střevním parazitům. Plody drmku okrouhlolistého se v lidové medicíně používají na řadu neduhů včetně nachlazení, bolestí hlavy a očí, astma, hormonální nerovnováhy u žen, zánětu průdušek a infekcí trávicího traktu. Drmek trojlistý je pro své sedativní a protizánětlivé účinky používán na bolesti hlavy, revmatismus a nachlazení. V Asii se jím léčí trypanosomální onemocnění.
Asijský druh Vitex peduncularis se v Ásámu pěstuje na plantážích jako stínící dřevina. Za jediný v podmínkách střední Evropy zimovzdorný druh je považován drmek okrouhlolistý. S drmkem obecným a drmkem čínským se lze setkat ve sbírkách některých českých botanických zahrad.

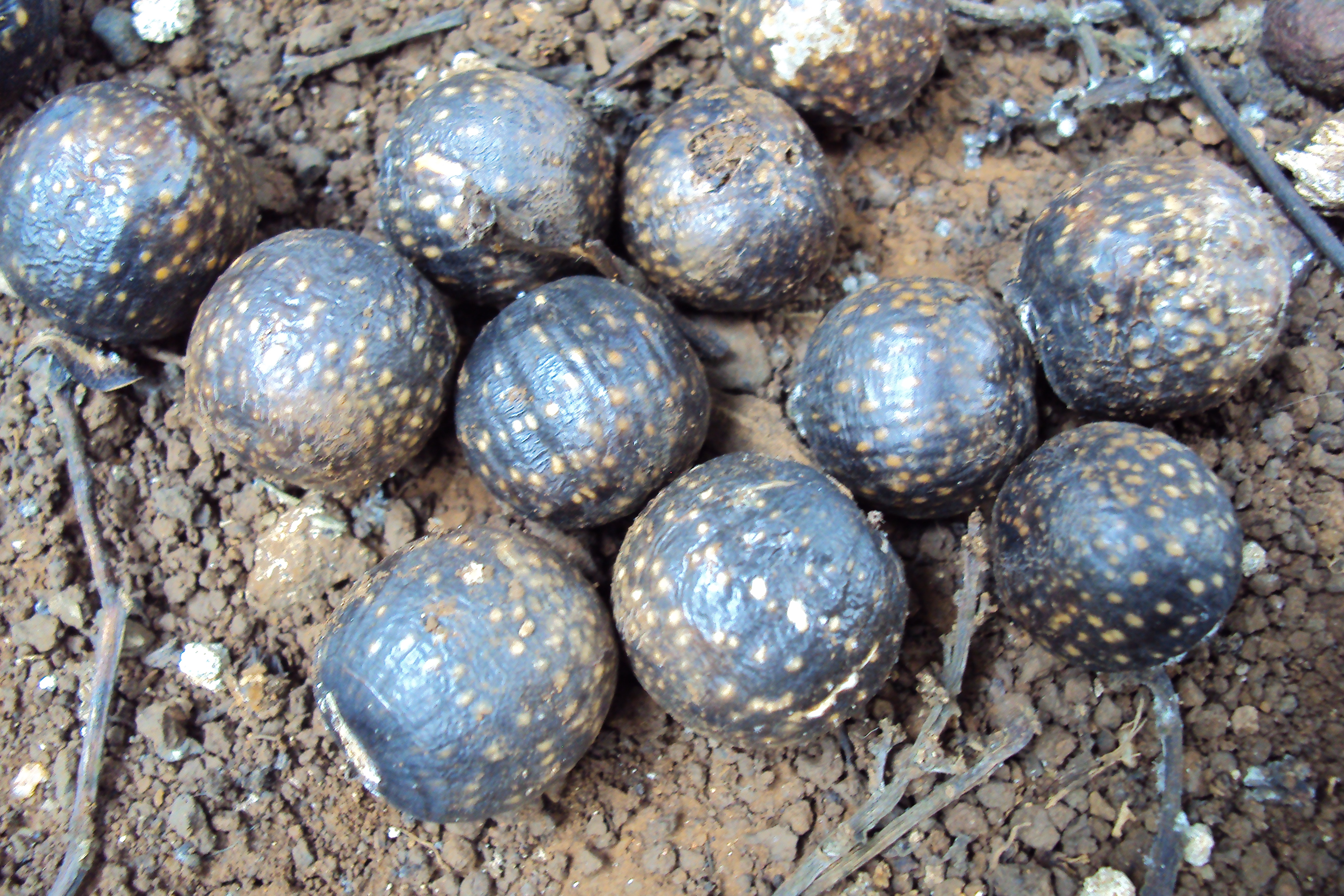
Plody Vitex doniana
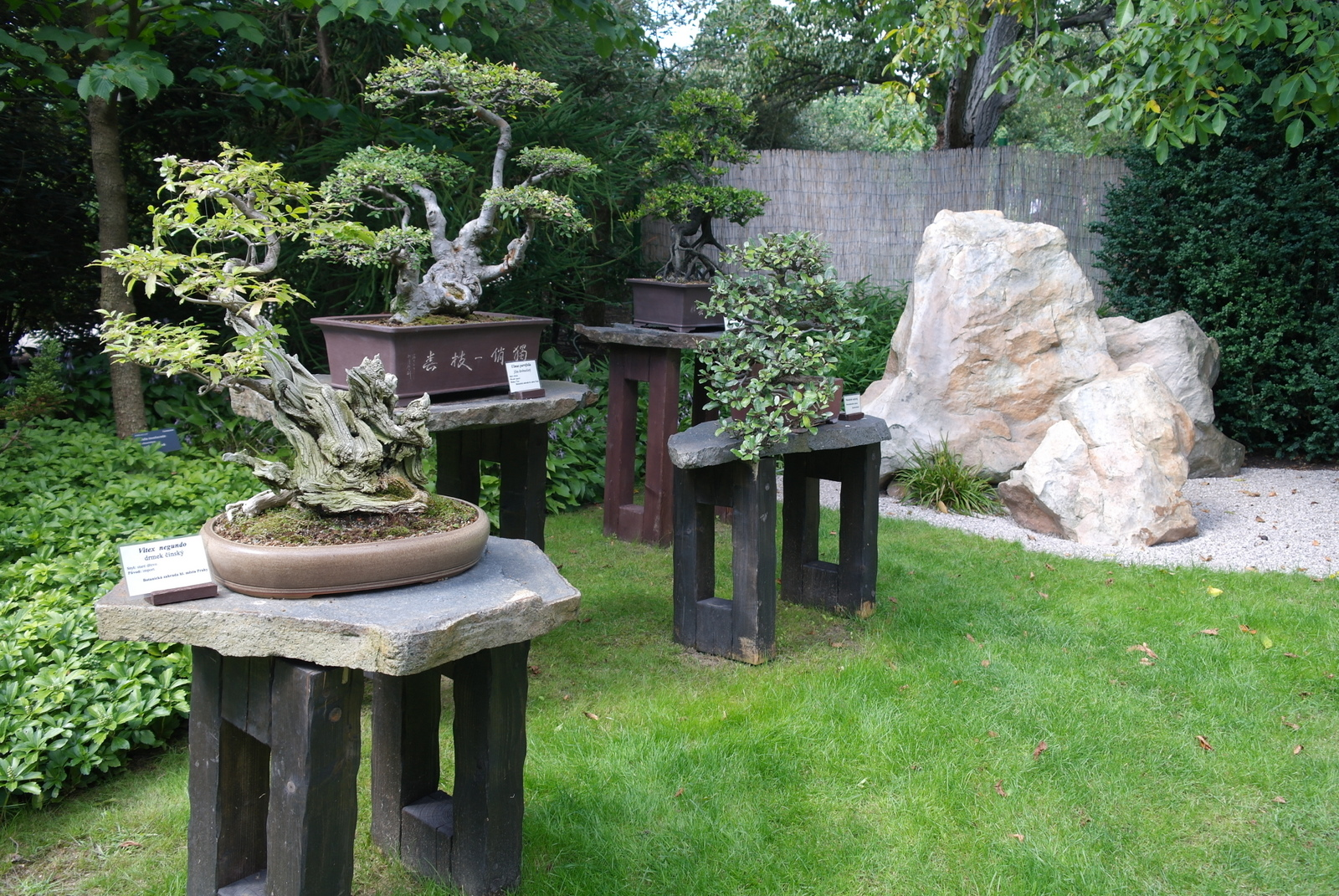
Drmek čínský jako bonsaj (v popředí)